# Josef Moštěk
Josef Moštěk (28. února 1913, Vlčnov – 14. ledna 1986, Chlebovice) byl český římskokatolický kněz a politický vězeň.

## Život
Vystudoval Arcibiskupské gymnázium v Kroměříži. Knězem se stal 5. července 1937. V letech 1937–1938 byl kaplanem v Budišově nad Budišovkou a 1938–1941 kaplanem u sv. Michala v Olomouci. Dne 7. března 1946 byl promován na doktora teologie v Olomouci, přičemž v letech 1940–1949 byl ceremoniářem a sekretářem u olomouckých arcibiskupů Leopolda Prečana a Josefa Matochy. Dne 23. února 1949 byl jmenován monsignorem (tajný papežský komoří – Msgre).
20. ledna 1951 byl v procesu, v němž vedle něho byli obžalováni Alois Rozehnal, Rudolf Dörner, Bruno Sklenovský a Ladislav Barták, odsouzen Státním soudem na Pankráci k 10 letům těžkého žaláře. Od 16. června 1949 do 16. června 1959 byl vězněn a postupně převážen do různých věznic – Mírov (1953), Leopoldov, Bory, Praha-Ruzyně, Pankrác. Dále byl vězněn v Kolíně, Mladé Boleslavi, Ilavě, Olomouci a ve Valdicích – Kartouzy. V letech 1949–1966 byl mimo duchovní službu, neměl státní souhlas.
Po propuštění z vězení byl dva měsíce v Uherském Hradišti v nemocnici – mj. pro problémy se sluchem. Potom pracoval v zemědělství ve Vlčnově do 26. října 1959, pak do 31. října 1960 jako dělník u Ingstavu. Od 2. listopadu 1960 do 30. listopadu 1966 pracoval u okresní vodohospodářské správy v Gottwaldově jako dělník: kanalizace, sklad, stoky. Pak v úpravně vody v Tlumačově.
Od 1. srpna 1965 byl při zaměstnání kooperátorem v duchovní službě v Malenovicích u Gottwaldova. V letech 1966–1968 byl administrátorem ve Starém Hrozenkově, v letech 1968–1973 administrátorem v Kyjově a místoděkanem. Dne 1. března 1973 dekretován do Chlebovic a 28. února 1983 jmenován čestným kanovníkem kroměřížským.
Josef Moštěk zemřel, když byl sražen osobním autem. V roce 2000 mu bylo uděleno in memoriam čestné občanství Frýdku-Místku.